# Kościół św. Małgorzaty w Poznaniu
Kościół pw. św. Małgorzaty Panny i Męczenniczki – gotycki, zabytkowy kościół stojący na Rynku Śródeckim w Poznaniu.

## Historia
Świątynia powstała w I poł. XIII w. (pierwsza wzmianka pochodzi z 1253 r.), a następnie została przebudowana na przełomie XV i XVI w. W XVII i XVIII w. dobudowano dwie kaplice, wieżę i zakrystię. W 1665 r. ówczesny proboszcz Stanisław Grudowicz (zm. 1684) wstąpił do zakonu filipinów, kościół zaś przeszedł w ręce zgromadzenia. Po kasacie klasztoru w 1805 r. świątynię przejęła parafia archikatedralna, czyniąc z niego swój kościół pomocniczy. W latach 1946–1947 przeprowadzono gruntowny remont, podczas którego odsłonięto część średniowiecznych detali.

## Opis budynku
Kościół znajduje się na skraju nieistniejącego już Rynku Śródeckiego (historycznie zachowany w postaci nazwy ulicy). Otacza go mur, a na teren świątyni prowadzi barokowa brama z 1786 r. Do zachodniej elewacji przylega podparta szkarpami nieukończona gotycka wieża, w której znajdują się dwa ostrołukowe wczesnogotyckie portale datowane na I poł. XIII w. Trzeci portal, nie prowadzący jak dwa poprzednie do kruchty, lecz do nawy jest nieco młodszy. W podpierającej wieżę szkarpie północnej znajduje się płyta nagrobna wykonana z piaskowca upamiętniająca Wojciecha Reutha (zm. 1710). Wyryty na niej łaciński napis głosi, iż był to polski rycerz, który wędrował przez Moskwę, Trację i Rzym, po czym został księdzem w tym kościele. Ponad wieżą widać średniowieczny, schodkowy szczyt. Do północnej i południowej elewacji przylegają kaplice zwieńczone późnorenesansowymi szczytami. Do prezbiterium od strony północnej przylega zakrystia przykryta łamanym dachem.

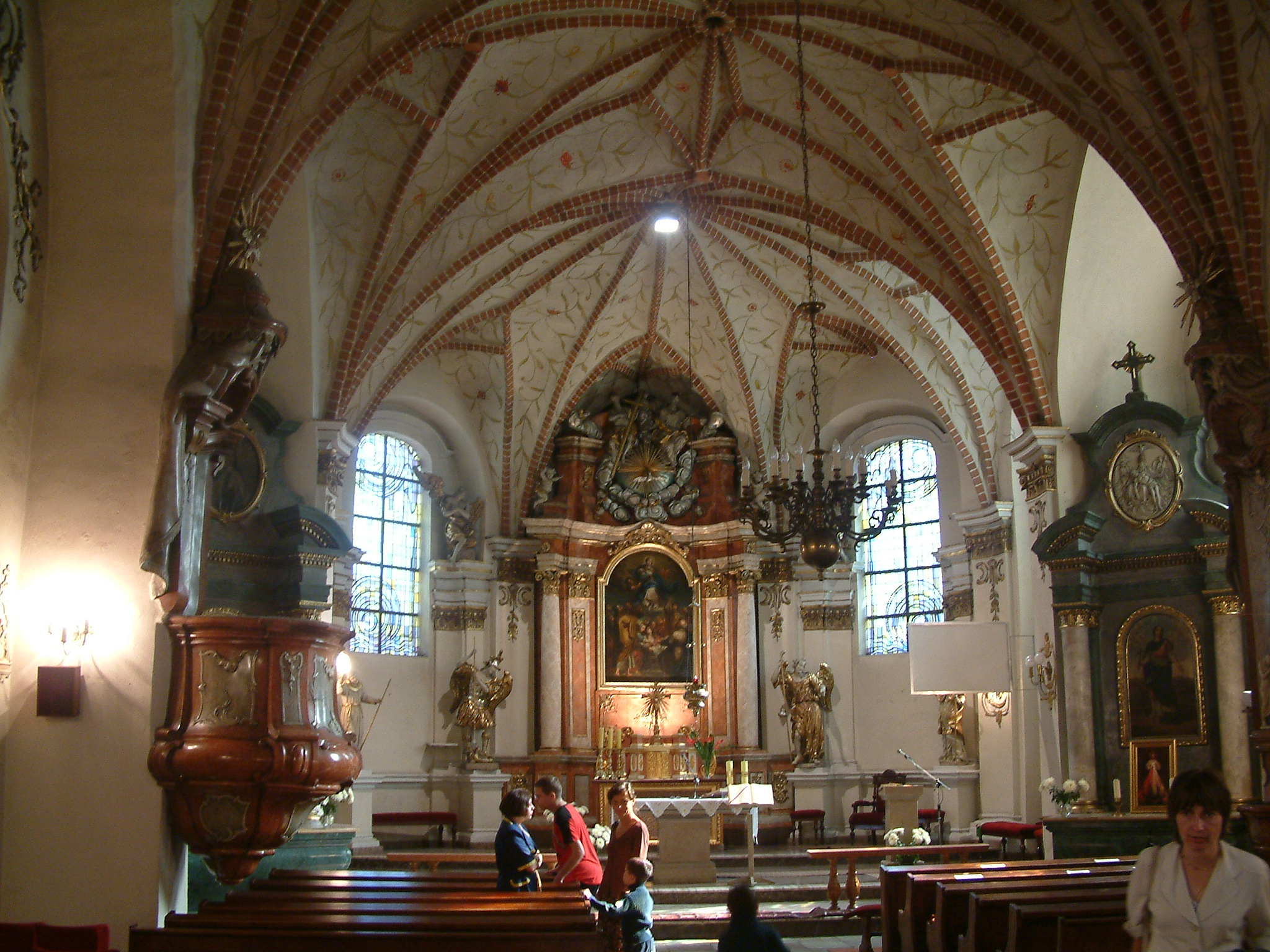
Wnętrze

## Opis wnętrza
Wnętrze jednonawowe, prezbiterium trójścienne nakryte sklepieniem gwiaździstym pokrytym rośliną polichromią zaprojektowaną przez Wacława Taranczewskiego. W prezbiterium znajduje się architektoniczny ołtarz, a nad przejściem do zakrystii wisi pochodzący z poznańskiego warsztatu obraz Matki Boskiej z Dzieciątkiem na półksiężycu pochodzący z ok. 1600 r., łączący w sobie cechy renesansowe i gotyckie. Ambona i chrzcielnica, stiukowe, wykonane w stylu rokokowym, pochodzą z połowy XVIII w. W północnej kaplicy św. Barbary (Najśw. Serca Pana Jezusa) znajduje się drugi z namalowanych w Poznaniu obrazów Madonna z Dzieciątkiem wśród muzykujących aniołów datowany na około 1630. W ołtarzu południowej kaplicy św. Filipa Nereusza umieszczono stiukową płaskorzeźbę pochodzącą z XVIII w. a ukazującą św. Filipa podczas modlitwy. Kolejne dwa cenne obrazy znajdują się kolejno: przy wejściu pod chórem – Chrystus przy słupie z pocz. XVII w., oraz w zakrystii portret wspomnianego już Stanisława Grudowicza.
W pobliżu kościoła, na północny zachód, znajduje się klasztor filipinów.
Oprócz stale odbywającej się w kościele liturgii w obrządku rzymskim, była tam sprawowana 21 kwietnia 2018 pierwsza w historii Poznania Msza ormiańskokatolicka pod przewodnictwem ks. prof. dr hab. Józefa Naumowicza.